# Empis opaca
Espèce
Empis opaca est un insecte prédateur de l'ordre des diptères, de la famille des Empididae.